# چوب‌پری مکزیکی
چوب‌پری مکزیکی (نام علمی: Thalurania ridgwayi) نام یک گونه از سرده چوب‌پری است.